# Rhodes Memorial
Rhodes Memorial (mémorial à Rhodes) est un monument situé sur la pente orientale de Devil’s Peak dans le parc national de la Montagne de la Table  en Afrique du Sud. Le monument honore Cecil Rhodes, ancien premier ministre de la colonie du Cap, et fondateur de la Rhodésie. Du monument s'offre une vue spectaculaire et panoramique sur la ville du Cap.
Le monument a été épargné lors de l'incendie de la Montagne de la Table en 2021 mais pas le salon de thé adjacent.

## Accès
L'accès à Rhodes Memorial s'effectue par Rhodes drive (M63/M3) puis par Rhodes Memorial Str. Son accès est gratuit. Le mémorial est ouvert au public de mai à septembre de 8h00 à 18h00 et d'octobre à avril de 7h30 à 19h00.
Pour des raisons de sécurité, la zone est fermée depuis le coucher jusqu'au lever du soleil.

## Construction

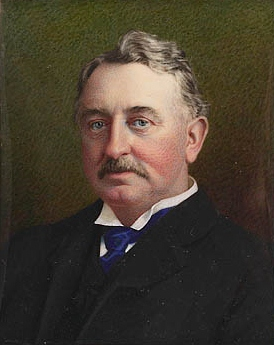
L'homme d'affaires et politicien Cecil Rhodes.

Le mémorial a été conçu par les architectes britanniques Sir Francis Macey et Sir Herbert Baker et construit de 1906 à 1912. Son objet est d'honorer Cecil Rhodes, l'ancien Premier ministre de la colonie du Cap et magnat des mines. Il s'agissait d'une reconnaissance de la contribution de Cecil Rhodes à la ville du Cap et à la colonie. 

Le site choisi pour édifier le monument était à l'origine le point de vue préféré de Rhodes sur la ville du Cap quand il se promenait sur les flancs du massif de la montagne de la Table. Le terrain de Devil's Peak à Constantia Nek appartenait à Rhodes et fut légué, selon ses dernières volontés, aux habitants du Cap et protégé de toute urbanisation et industrialisation. Une partie des terrains fut allouée à l'université du Cap et une autre au Jardin botanique national Kirstenbosch

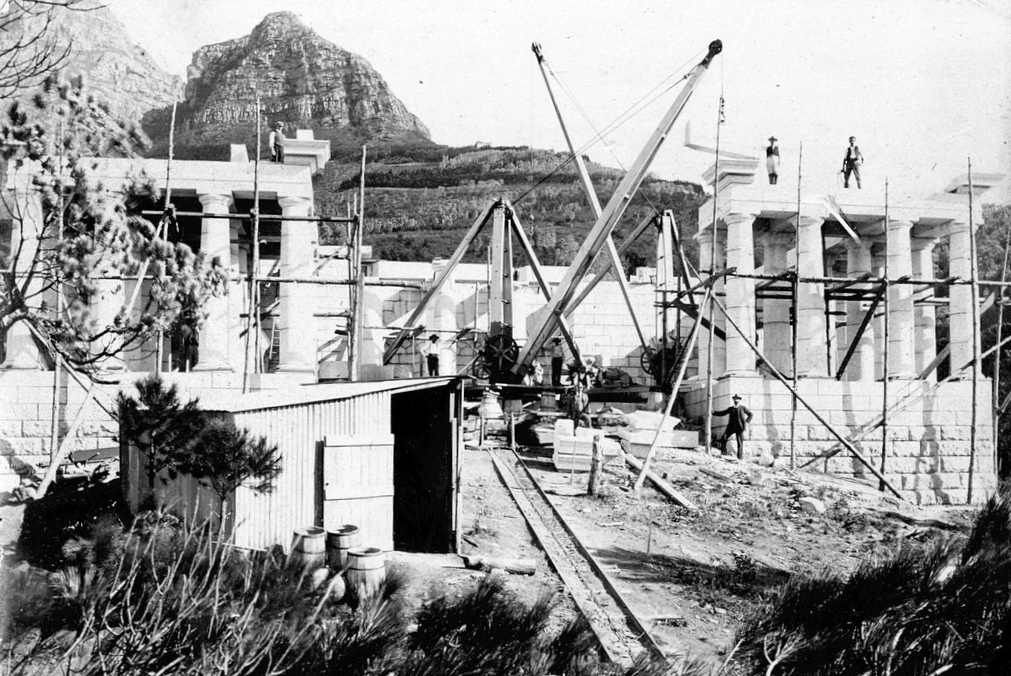
La construction du monument (1906-1912).

Le mémorial fut construit à partir de blocs de granit extraits de la Montagne de la Table. Herbert Baker s'inspira pour l'édifice du temple grec de Ségeste. L'accès au mémorial se réalise par une montée de 49 marches - une pour chaque année de la vie de Rhodes - menant à une terrasse semi-circulaire puis à un bâtiment de forme rectangulaire en forme de U et soutenu par des piliers. Celles-ci sont d'inspiration gréco-classique et les huit lions, réalisés par John Macallan Swan (1847-1910) et situés de chaque côté des marches, sont copiés sur ceux figurant à la base de la colonne Nelson sur Trafalgar Square à Londres, Angleterre.
Un buste en bronze de Cecil Rhodes, réalisée par Swan, repose sur un piédestal surplombée d'une épitaphe ("To the spirit and life work of Cecil John Rhodes who loved and served South Africa - 1853-1902"). Sur le piédestal est inscrit une strophe d'un poème écrit par son ami, Rudyard Kipling (the immense and brooding spirit still shall quicken and control living he was the land and dead his soul shall be her soul). 
Une statue équestre symbolisant l'énergie, sculptée par George Frederic Watts et située à la base du mémorial, rend hommage au dynamisme et la détermination de Rhodes. À l'origine, elle devait être érigée à Victoria Falls en Rhodésie du Sud. Une version identique a été érigée dans les Kensington Gardens à Londres et une autre, située autrefois à Lusaka, est exposée aux archives nationales du Zimbabwe.

Le mémorial fut inauguré le 5 juillet 1912 au cours d'une cérémonie publique présidée par le secrétaire britannique aux colonies, venu spécialement pour l'occasion en Afrique du Sud, et par Sir Frank Smith, le maire du Cap.

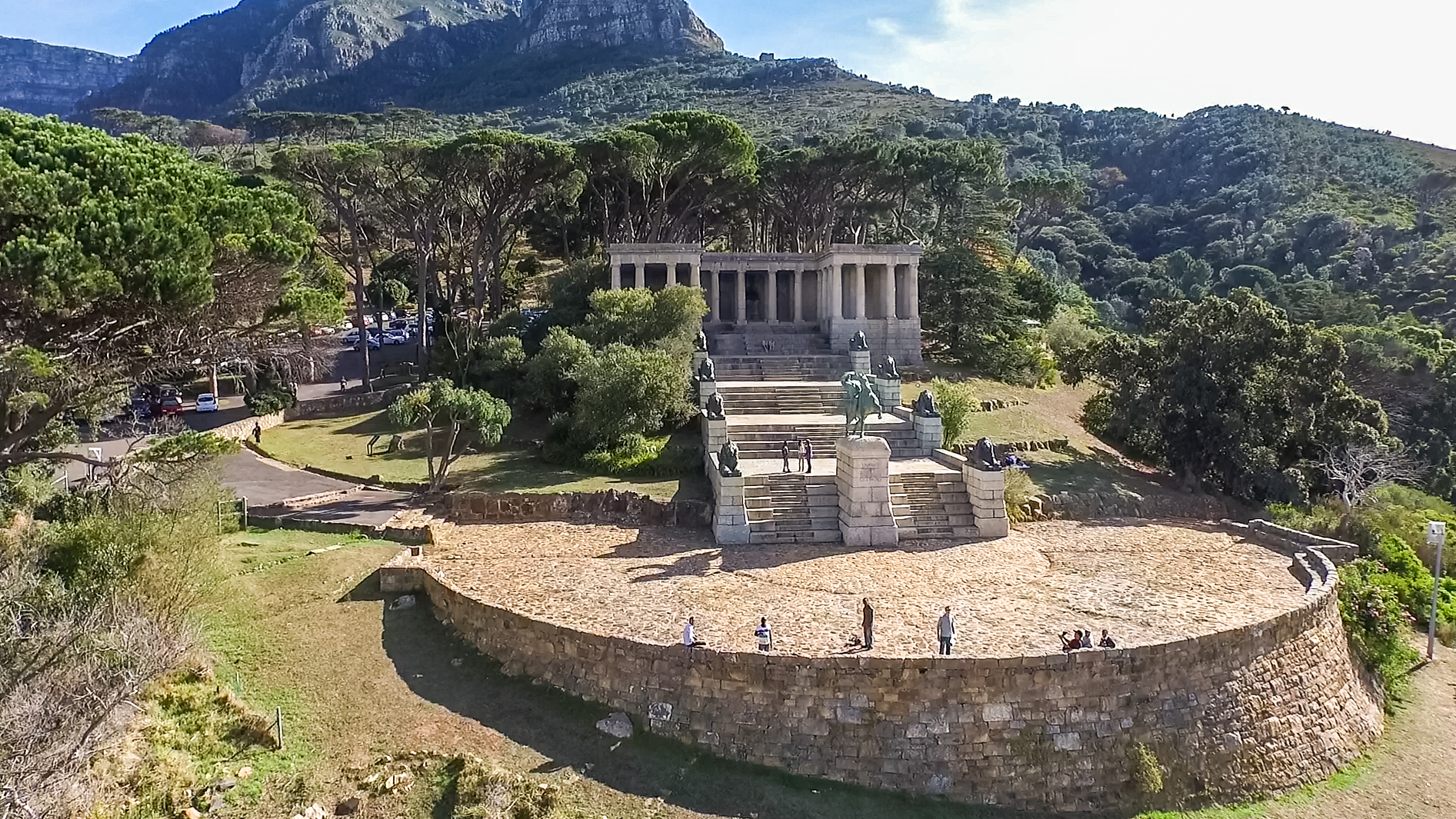
Vue aérienne en 2015.
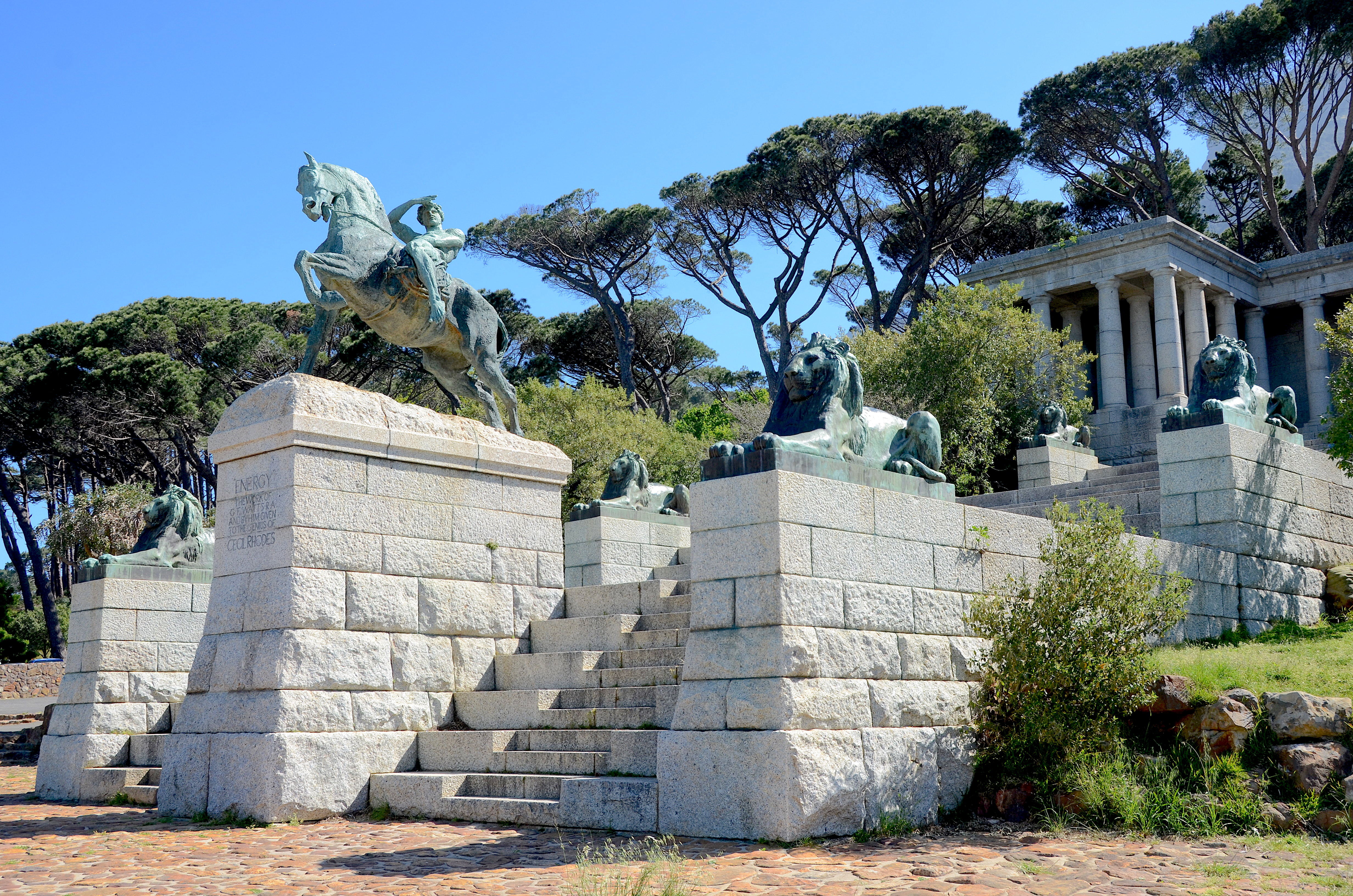
Le mémorial en 2013.
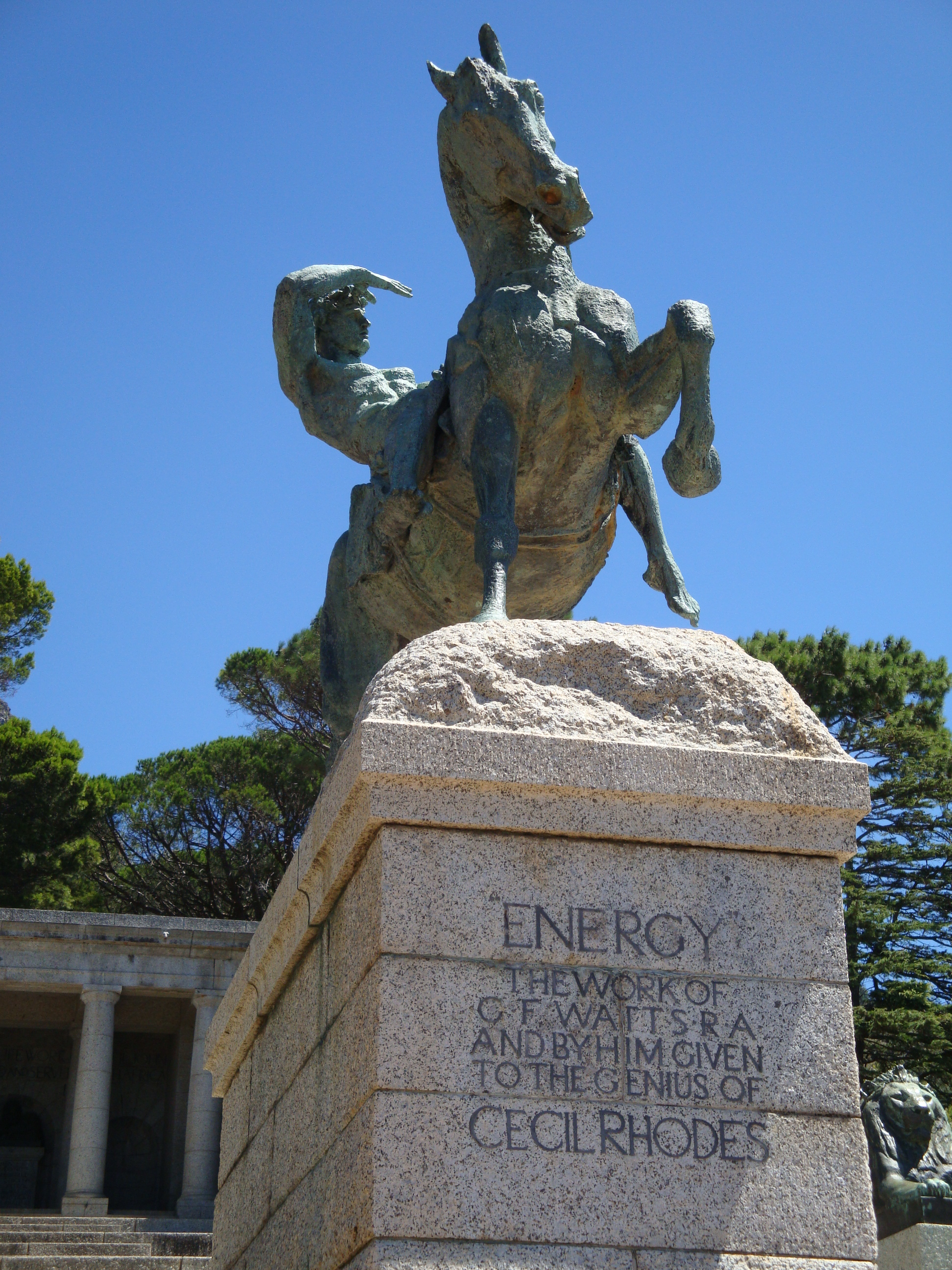
La statue Énergie en hommage Cecil Rhodes.

### Dégradations

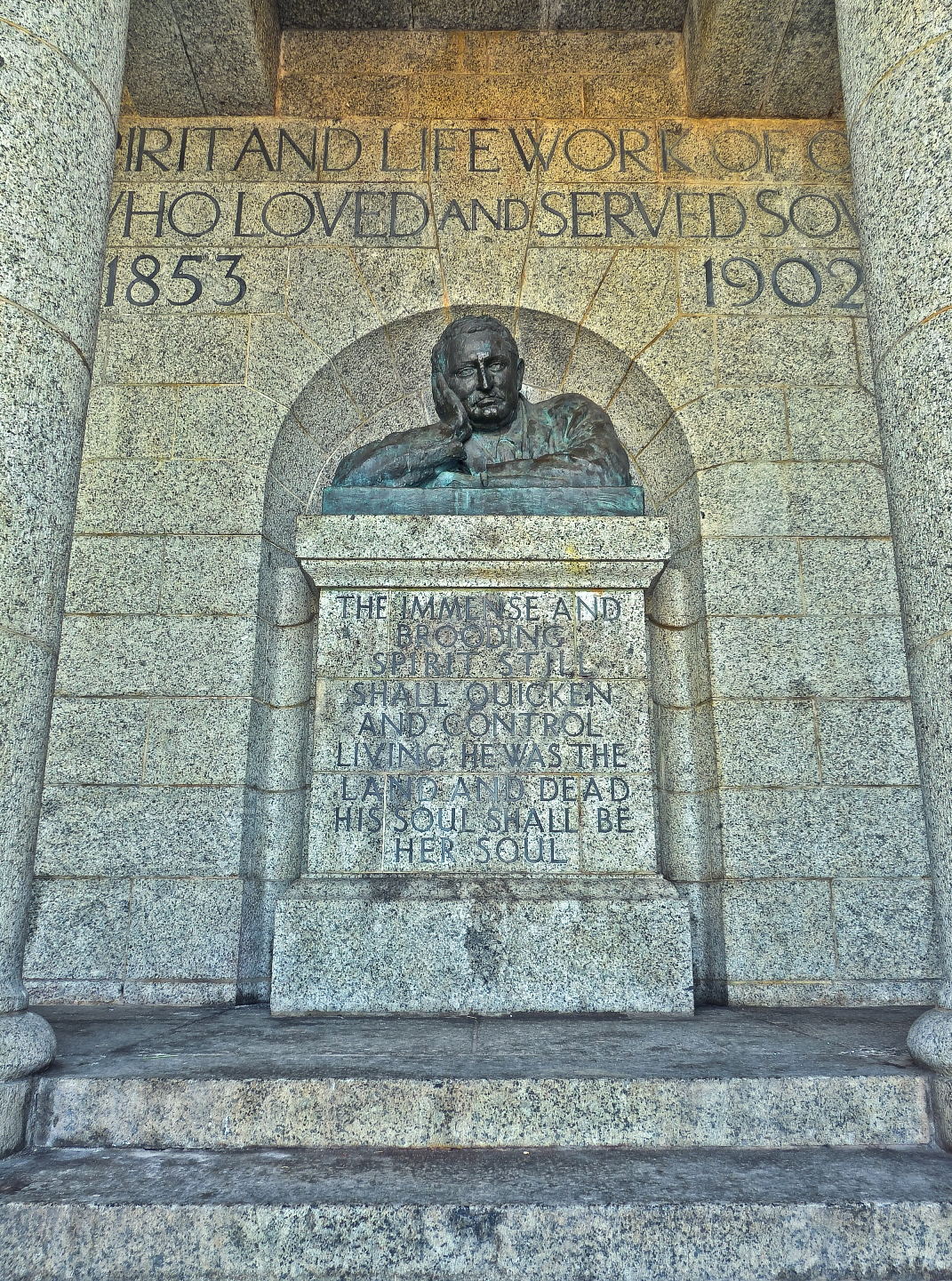
Le buste représentant Cecil Rhodes, à l'intérieur du monument, sur le piédestal duquel est inscrit une strophe d'un poème écrit par Rudyard Kipling

La personnalité de Cecil Rhodes, le symbole de l'impérialisme britannique qu'il représente, fait que les monuments lui rendant hommage ont toujours été contesté en Afrique du Sud, que ce soit d'abord par les Afrikaners (à cause du raid Jameson et de la seconde guerre des Boers) ou par les populations noires, notamment pour ses politiques d'appropriation foncière et territoriale. 
Dans les années 80, des inconnus avaient allumé un pneu plein d'essence autour du buste. En 2001, des inconnus vandalisent le monument en jetant de la peinture rouge sur le buste de Cecil Rhodes et sur l'une des statues de lion en bronze. Les lettres "inkos ari" furent peintes sous le nom de Rhodes. En septembre 2015, année où le mouvement Rhodes Must Fall obtient le déboulonnage d'une de ses statue à l'université du Cap, le nez du buste de Rhodes est scié par des inconnus. 
En juillet 2020, quelques mois après la mort de George Floyd aux États-Unis, des monuments sont pris pour cible dans de nombreux pays. Au Rhodes Memorial, le buste de Cecil Rhodes est de nouveau dégradé en étant décapité à la meuleuse par des inconnus,. La tête, pesant plus de 80 kg et qui avait été jetée à une cinquante de mètres, est finalement réparée, refixée et l'ensemble du buste restauré et renforcé en septembre 2020.
Afin de prévenir tout vandalisme futur, toutes les sculptures du Rhodes Memorial sont aussi scannées en 3D, des répliques grandeur nature réalisées, et des systèmes d'alarme mis en place, notamment un traceur GPS placé dans le buste de Rhodes.

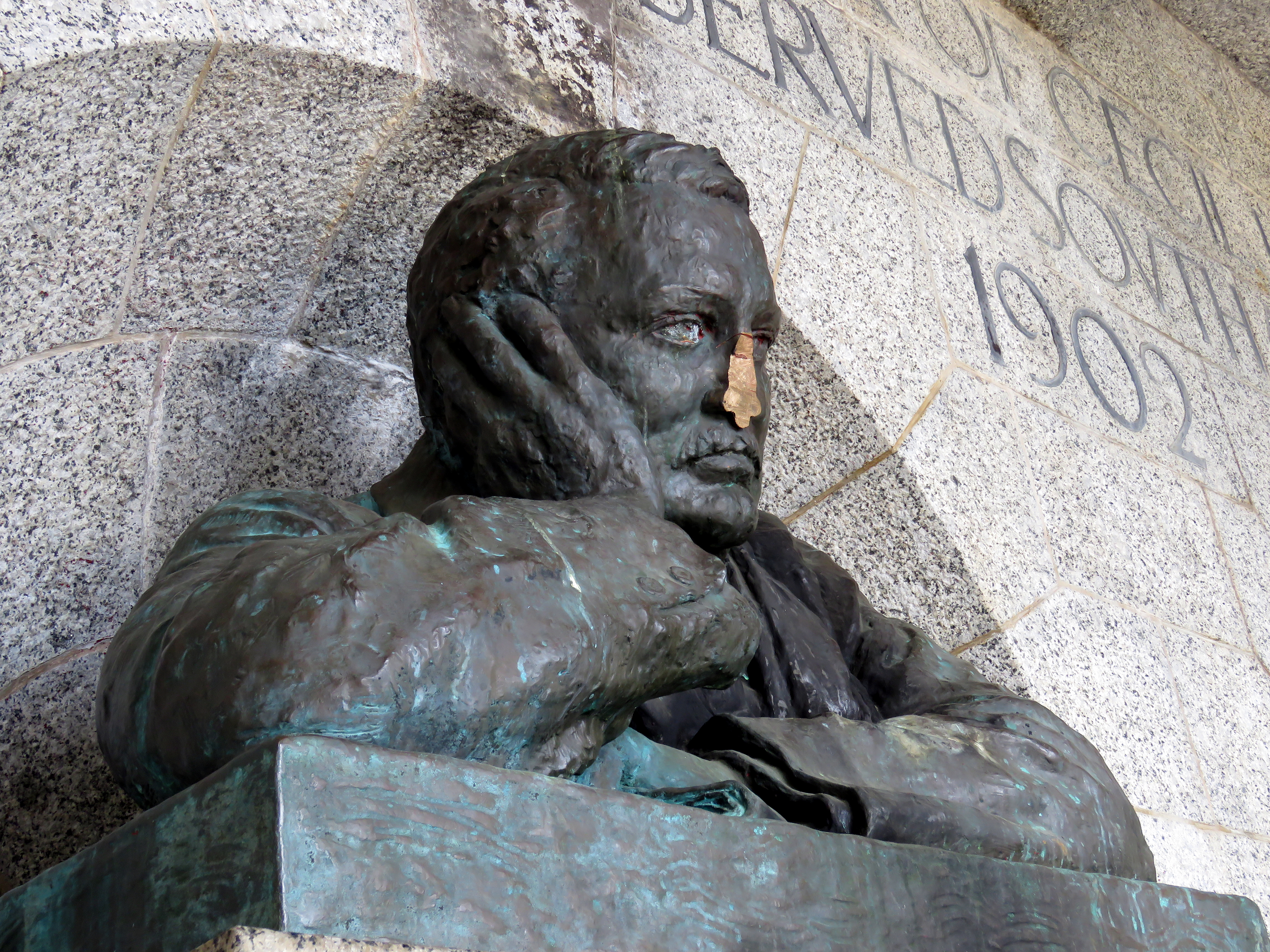
Le buste de Rhodes en octobre 2015, après que son nez ait été tranché par des inconnus (remis en état en 2018 par un sculpteur local)[8].
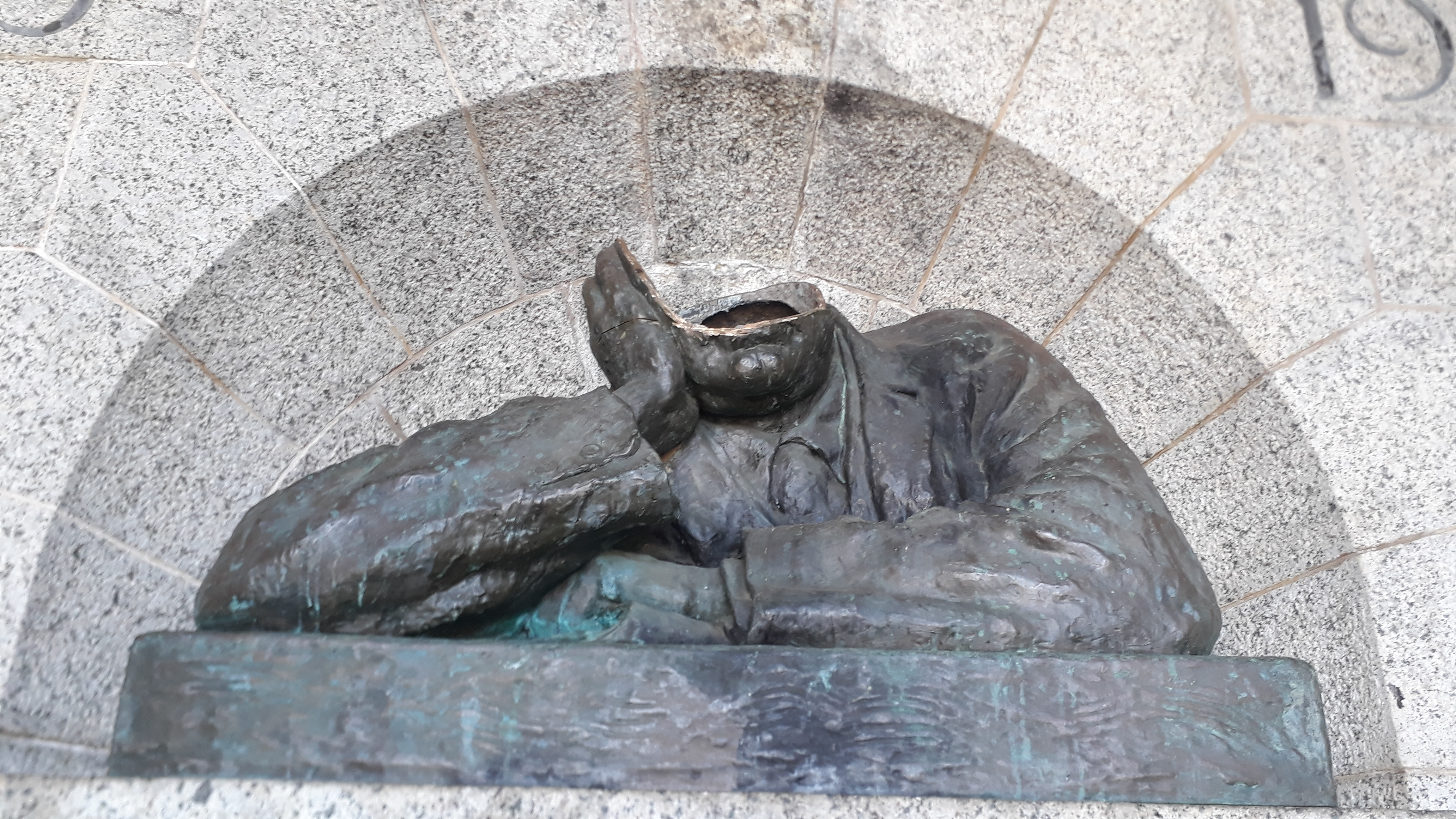
Le buste de nouveau victime de vandalisme en juillet 2020 : la tête, décapitée à la meule, sera refixée en septembre 2020

## Points de vue sur la ville
Le mémorial, intégré au sein du parc national de la Montagne de la Table, offre une vue spectaculaire sur les quartiers nord-est du Cap jusqu'au montagnes de Helderberg et de Hottentots Holland, et est très fréquenté par les étudiants de l'Université du Cap. 
Directement derrière le mémorial, sur une terrasse surélevée, se trouve le restaurant et salon de thé du Rhodes Memorial (détruit par un incendie le 18 avril 2021). Des aires pour les pique-niques ont aussi été aménagés. 
Le mémorial est également un point de départ pour effectuer des randonnées sur le Devil's Peak (le pic du Diable). Le monument est lui-même entouré de bosquets de chênes, de pins d'Europe, et de quelques spécimens d'arbres endogènes primitifs (Silvertree).
À une altitude inférieure au monument se trouvent l'université du Cap, l'hôpital Groote Schuur, et le plus vieux moulin à vent du pays, le moulin de Mostert (1796), également détruit par l'incendie de 2021 qui ravagea les pentes de Devil's Peak et brûla la bibliothèque Jagger de l'université du Cap.

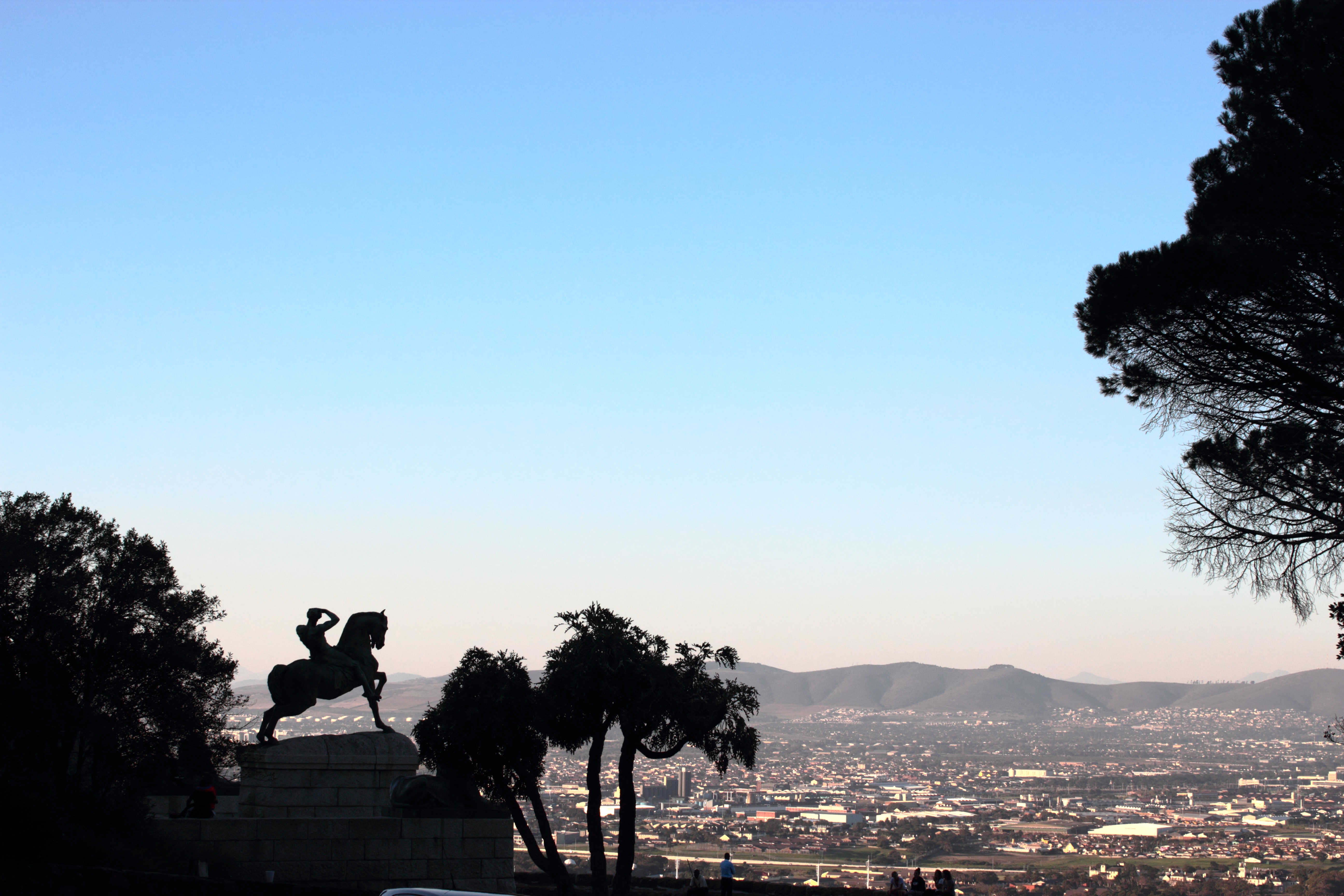
Vue sur Le Cap depuis le mémorial.

## Utilisation occasionnelle du Monument
Rhodes Memorial accueille occasionnellement des événements ou des spectacles, même si ce n'est pas sa destination première. 
Le monument est ainsi utilisé comme théâtre ou décors d'émissions télévisées, notamment pour la version australienne de l'émission Amazing Race en 2010, et pour les émissions françaises Fear Factor et la finale de Pékin Express : La Route des grands fauves (2011).

## Autres monuments dédiés à Cecil Rhodes en Afrique du Sud

### Monuments au Cap
- Statue de Cecil Rhodes dans les jardins de la Compagnie au Cap
- Statue de Cecil Rhodes à l'université du Cap (déboulonnée en avril 2015)

### Monuments à Kimberley
- Statue équestre de Cecil Rhodes à Kimberley
- Statue de Cecil Rhodes, située originairement à Mahikeng et déplacée en 2010 à Kimberley